# Tratado sobre el Derecho de Marcas
El Tratado sobre el Derecho de Marcas, comúnmente abreviado por sus siglas en inglés TLT (Trademark Law Treaty), es un tratado internacional en materia de propiedad intelectual, adoptado el 27 de octubre de 1994, con el fin de armonizar y agilizar los procedimientos nacionales y regionales de registro de marcas.Entró en vigor el 1 de agosto de 1996 y hasta el 1 de agosto de 2023 poseía 54 estados contratantes.

## Contenido
El tratado prevé la simplificación y la armonización de los procedimientos de registro marcario, de forma que la presentación de las solicitudes y la administración de los registros en varias jurisdicciones resulten tareas menos complicadas y más previsibles.
El tratado prevé que los Estados miembros hagan adaptaciones a sus trámites de registro en tres fases del proceso: 1) la solicitud de registro, 2) los cambios posteriores al registro y, 3) la renovación.
Asimismo, impone restricciones a los requisitos que un estado miembro puede requerir en una solicitud de registro de marcas.También armoniza la duración del período inicial del registro y la duración de cada período de renovación en diez años.